# Trung tâm Triển lãm Quy hoạch Đô thị Thượng Hải
Trung tâm Triển lãm Quy hoạch Đô thị Thượng Hải (giản thể: 上海城市规划展示馆; phồn thể: 上海城市規劃展示館; bính âm: Shànghǎi Chéngshì Guīhuà Zhǎnshì Guǎn) là công trình tọa lạc ở Quảng trường Nhân dân, Thượng Hải, bên cạnh tòa nhà chính quyền thành phố. Trung tâm hoàn thành vào năm 2000 và chính thức mở cửa đón công chúng vào ngày 25 tháng 2 năm 2000.

## Tổng quan
Công trình này là tòa nhà cao tới sáu tầng, với hai tầng hầm, trưng bày công tác quy hoạch và phát triển đô thị của Thượng Hải. Trọng tâm của triển lãm là mô hình quy mô lớn của toàn bộ thành phố Thượng Hải, thể hiện những công trình hiện tại và tương lai được chính quyền phê duyệt. Những triển lãm khác liên quan đến lịch sử và kế hoạch phát triển của Thượng Hải, bao gồm mô hình quy mô nhỏ hơn tập trung vào khu vực quan tâm cụ thể như Bến Thượng Hải. Trung tâm triển lãm cũng có không gian cho các triển lãm tạm thời với nhiều chủ đề khác nhau.

## Tòa nhà
Trung tâm Triển lãm được xây dựng như một phần của dự án tái phát triển công viên ở rìa Công viên Nhân dân và xung quanh Quảng trường Nhân dân trong thập niên 1990 và 2000. Công viên và Quảng trường cùng nhau tọa lạc tại nơi từng là trường đua ngựa Thượng Hải và ngày nay vẫn tạo nên một trong những không gian mở lớn nhất ở trung tâm Thượng Hải.
Tòa nhà này do kiến trúc sư Ling Benli thuộc Viện Nghiên cứu và Thiết kế Kiến trúc Đông Trung Quốc (ECADI) thiết kế, như là sự cân bằng hài hòa với Nhà hát lớn, một công trình đương đại khác ở đầu bên kia của Quảng trường Nhân dân. Trung tâm triển lãm cao 43 mét (141 ft), có lớp ốp bằng nhôm màu trắng và mái có cấu trúc màng tượng trưng.
Chính quyền thành phố đã cho đóng cửa trung tâm này để tiến hành cải tạo bắt đầu từ ngày 1 tháng 12 năm 2019. Ngày 19 tháng 2 năm 2022, việc cải tạo tòa nhà đã hoàn thành và triển khai thử nghiệm căng thẳng dành cho công chúng. Ngày 9 tháng 8 năm 2022, Trung tâm chính thức mở cửa trở lại chào đón công chúng vào tham quan.